# Jeżyk we mgle

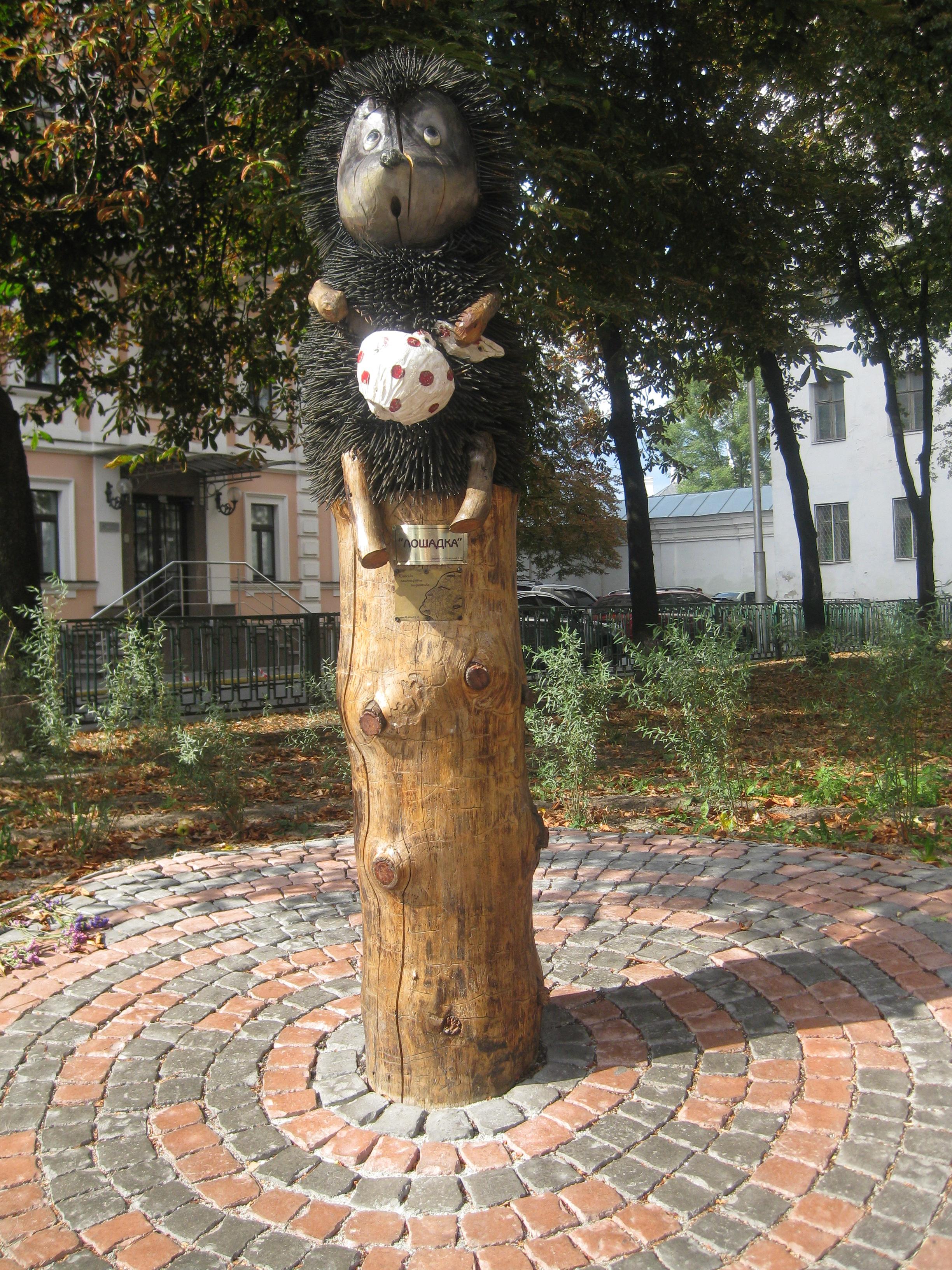
Pomnik Jeżyka – bohatera animacji Jeżyk we mgle.

Jeżyk we mgle (ros. Ёжик в тумане, Jożyk w tumanie) – radziecki krótkometrażowy film animowany z 1975 roku wyreżyserowany przez Jurija Norsztejna, który był również jego współpomysłodawcą (wspólnie z Siergiejem Kozłowem).
Film opowiada historię Jeżyka, który, zamierzając odwiedzić swojego przyjaciela Niedźwiadka, udaje się w drogę i gubi w gęstej mgle. Film otrzymał wiele nagród na międzynarodowych festiwalach filmowych. W 2003 Jeżyk we mgle został uznany za najlepszy film animowany wszech czasów w ankiecie, w której wzięło udział 140 krytyków filmowych i rysowników z różnych krajów.

## Twórcy
| Reżyseria            | Jurij Norsztejn      |
| Scenariusz           | Siergiej Kozłow      |
| Dyrektor artystyczny | Franczeska Jarbusowa |
| Animator             | Jurij Norsztejn      |
| Operator filmowy     | Aleksandr Żukowski   |
| Muzyka               | Michaił Miejerowicz  |
| Inżynier dźwięku     | Boris Filczikow      |
| Redaktor scenariusza | Natalja Abramowa     |
| Montaż               | Nadieżda Trieszczowa |

## Obsada (głosy)
- Aleksiej Batałow jako narrator
- Marija Winogradowa jako Jeżyk
- Wiaczesław Niewinny jako Niedźwiadek

## Nagrody
- 1976: Pierwsza nagroda za najlepszy film animowany na Wszechzwiązkowym Festiwalu Filmowym we Frunze

## Jeżyk we mglew kulturze
- W 2009 Kijowie odsłonięto pomnik Jeżyka we mgle, przedstawiający głównego bohatera kreskówki[2][3].
- W 2012 przedsiębiorstwo finansowe Otkrytije – właściciel m.in. Banku Otkrytije (ros. Открытие) – wykupiło prawa do wykorzystania 25 ilustracji z filmu, które wykorzystało w celu promocji swoich usług[potrzebny przypis].
- Widowisko artystyczne zaprezentowane w trakcie ceremonii otwarcia Zimowych Igrzysk Olimpijskich 2014 rozpoczęło się od sekwencji filmowej przedstawiającej 11-letnią Lizę Tiemnikową, która wcielając się w postać dziewczynki o imieniu Lubow (ros. Любовь – miłość) recytowała kolejne litery rosyjskiego alfabetu. Każda z liter była powiązana z multimedialnym obrazem słynnej rosyjskiej postaci, produktu, bądź też obszaru geograficznego ściśle związanego z Rosją. Do litery Ё przypisano Jeżyka we mgle (ros. Ёжик в тумане)[4][5][6].
- Ocenia się, że postać głównego bohatera kreskówki może symbolizować ukrytą walkę intelektualistów oraz być symbolem kultury wizualnej grup zmarginalizowanych[potrzebny przypis].